# Rotate
Rotate, född 17 maj 2016 på gården Tillinge-Åby utanför Enköping i Uppsala län, är en svensk varmblodig travhäst. Han tränas och körs av Björn Goop sedan april 2021. Han tränades mellan åren 2019–2021 av sin uppfödare och dåvarande ägare Stefan Melander och kördes av Örjan Kihlström.
Rotate har till juli 2021 sprungit in 1,4 miljoner kronor på 49 starter, varav 9 segrar, 4 andraplatser och 4 tredjeplatser. Han har tagit karriärens hittills största segrar i Lyon Grand Prix (2021) och Klass I-final (maj 2021).

## Karriär

### Tiden som unghäst
Rotate inledde karriären hos sin uppfödare Stefan Melander. Han debuterade på tävlingsbanan den 19 juni 2019 med en fjärdeplats i ett treåringslopp på Solvalla. Den första segern kom några månader senare, den 22 oktober 2019 i ett lärlingslopp på Solvalla där han kördes av Björn Bylund. Han gjorde sin första start inom V75 den 17 juni 2020 i ett Klass II-försök, där han kom på andraplats. Han tog sin första V75-seger den 20 mars 2021 i ett Klass I-försök på Mantorpstravet, i vad som också var hans sista start i Melanders regi och första start för hans nya ägare.

### Genombrottet
Den 19 mars 2021 såldes han på auktion för 200 000 kr och allaredan dagen efter vann han ett lopp inom V75 och därmed fick den nya ägaren direkt in 110 000 kr. Därefter valde den nya ägaren att sätta honom i träning hos Björn Goop. Det blev snabbt ett vinnande koncept med vinst i 2 av de första 3 loppen som han gjorde för Björn Goop och han har aldrig varit sämre än tvåa i hans regi. Han fick sitt stora genombrott vid segern i Lyon Grand Prix den 8 maj 2021, som är ett grupp 2-lopp som går av stapeln samma dag som Paralympiatravet. Vid segern slog han den stora favoriten Hail Mary som inte hade förlorat ett lopp sedan andraplatsen i Norrlands Grand Prix 2020. Den 29 maj 2021 tog han sin hittills näst största seger i Klass I-finalen under Elitloppshelgen 2021 och han fortsatte därmed segertåget han påbörjat sedan han bytte tränare till Björn Goop.